# Sport Díli e Benfica
O Sport Díli e Benfica, conhecido também como Benfica Díli, é um clube de futebol timorense com sede na capital Díli. Disputa atualmente o Campeonato Timorense de Futebol - Terceira Divisão do país.

## História
O clube foi fundado em 28 de maio de 1938, como Sport Lisboa e Dilly, mas só teve sua existência legalizada dois meses depois, em 16 de julho.
O objetivo da associação era "promover entre seus integrantes a prática da educação física e proporcionar-lhes o recreio por meio de récitas, concertos, sessões solenes, serões, bailes e jogos autorizados, tanto de interesse económico do Club como para fins de beneficência”. A sede inicial do clube era uma casa localizada na Avenida Bispo Medeiros.
O time mudou de nome para a atual designação em 3 de dezembro de 1955. Em 1973, disputou o campeonato nacional, terminando na terceira colocação.

## Ligações Externas
- Site oficial (em português)